# شبکه زوبل
الگو:Linear analog electronic filter
برای فیلتر موج اختراع شده توسط زوبل و گاهی به نام او به فیلترهای مشتق-اِم مراجعه کنید.
شبکه‌های زوبل (به انگلیسی: Zobel networks) نوعی بخش فیلتر بر اساس اصل طراحی امپدانس تصویری هستند. آنها به افتخار اتو زوبل از آزمایشگاه‌های بل، که مقاله بسیار ارجاع‌شده‌ای را در مورد فیلترهای تصویر در سال ۱۹۲۳ منتشر کرد، نامگذاری شده‌اند. ویژگی متمایز شبکه‌های زوبل این است که امپدانس ورودی مستقل از تابع انتقال در طراحی ثابت است. این ویژگی با هزینه تعداد اجزای بسیار بالاتر در مقایسه با سایر انواع بخش‌های فیلتر به دست می‌آید. امپدانس معمولاً ثابت و کاملاً مقاومتی تعیین می‌شود. به همین دلیل، شبکه‌های زوبل به عنوان شبکه‌های مقاومت ثابت نیز شناخته می‌شوند. با این حال، هر امپدانس قابل دستیابی با اجزای گسسته امکان‌پذیر است.
شبکه‌های زوبل قبلاً به‌طور گسترده در مخابرات برای مسطح کردن و گسترش پاسخ فرکانسی خطوط زمینی مسی استفاده می‌شد و از خطی که در ابتدا برای استفاده معمولی تلفن در نظر گرفته شده بود، عملکرد بالاتری تولید می‌کرد. فناوری آنالوگ جای خود را به فناوری دیجیتال داده است و اکنون کمتر مورد استفاده قرار می‌گیرند.
هنگامی که برای حذف بخش راکتیو امپدانس بلندگو استفاده می‌شود، این طرح گاهی سلول بوشرو نامیده می‌شود. در این حالت فقط نیمی از شبکه به عنوان اجزای ثابت پیاده‌سازی می‌شود و نیمی دیگر اجزای حقیقی و مهومی امپدانس بلندگو هستند. این شبکه بیشتر شبیه مدارهای تصحیح ضریب توان است که در توزیع توان الکتریکی استفاده می‌شود، از این رو با نام بوشرو مرتبط است.
یک شکل مداری رایج از شبکه‌های زوبل به شکل شبکه T پل‌شده است. این اصطلاح اغلب به معنای شبکه زوبل، گاهی به اشتباه وقتی که پیاده‌سازی مدار یک T پل‌شده نباشد، استفاده می‌شود.

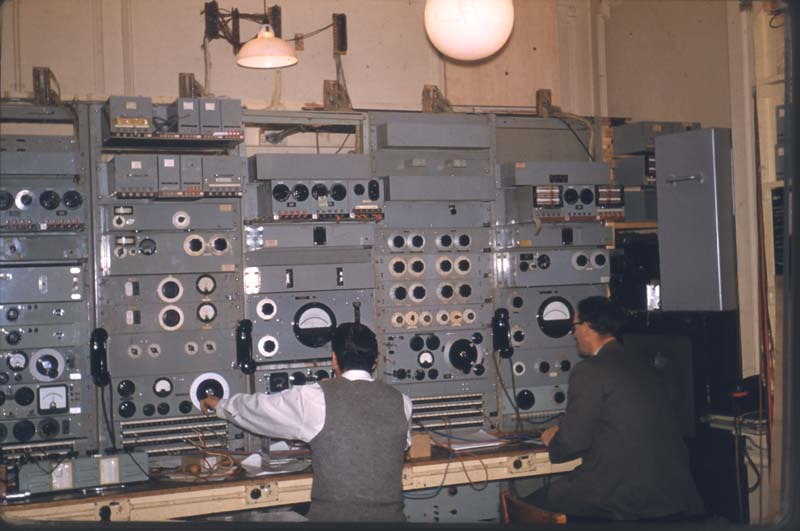
مهندسان بی‌بی‌سی خطوط ثابت صوتی را در حدود سال ۱۹۵۹ متعادل‌سازی کردند. جعبه‌هایی با دو صفحه شماره‌دار بزرگ مشکی به سمت بالای قفسه‌های تجهیزات، اکولایزرهای زوبل قابل‌تنظیم هستند. آنها هم برای خطوط پخش‌همگانی خارجی و هم برای بررسی محاسبات مهندسی قبل از ساخت واحدهای دائمی استفاده می‌شوند.

الگو:Complex Z

## استنتاج
اساس یک شبکه زوبل یک مدار پل متعادل است که در مدار سمت راست نشان داده شده است. شرط تعادل این است که؛ {\displaystyle {\frac {Z}{Z_{0}}}={\frac {Z_{0}}{Z'}}}
اگر این مقدار بر حسب نرمال شده ۱ = Z0 بیان شود ، همان‌طور که معمولاً در جداول فیلتر انجام می‌شود، شرط تعادل به سادگی به صورت زیر است؛ {\displaystyle Z={\frac {1}{Z'}}}
یا، {\displaystyle \scriptstyle Z'} به عبارت ساده، امپدانس معکوس یا امپدانس دوگان {\displaystyle \scriptstyle Z} است.
امپدانس ZB پل در نقاط تعادل قرار دارد و از این رو هیچ پتانسیلی در آن وجود ندارد. در نتیجه، هیچ جریانی نخواهد کشید و مقدار آن هیچ تفاوتی در عملکرد مدار ایجاد نمی‌کند. مقدار آن اغلب به دلایلی که در بحث مدارهای پل T در ادامه روشن خواهد شد، Z 0 انتخاب می‌شود.

### امپدانس ورودی
امپدانس ورودی به صورت زیر داده می‌شود:
{\displaystyle {\frac {1}{Z_{\text{in}}}}={\frac {1}{Z_{0}+Z'}}+{\frac {1}{Z+Z_{0}}}}
با جایگزینی شرط تعادل،
{\displaystyle Z'={\frac {Z_{0}^{2}}{Z}}}
نتیجه می‌گیریم
{\displaystyle Z_{\text{in}}=Z_{0}}
امپدانس ورودی را می‌توان طوری طراحی کرد که با تنظیم زیر، کاملاً مقاومتی باشد:
{\displaystyle Z_{0}=R_{0}\!\,}
امپدانس ورودی در این صورت حقیقی و مستقل از ω در باند و خارج از باند خواهد بود، صرف نظر از اینکه چه پیچیدگی برای بخش فیلتر انتخاب شود.

### تابع انتقال
اگر Z0 در پایین سمت راست پل به عنوان بار خروجی در نظر گرفته شود، می‌توان تابع تبدیل Vo/Vin را برای این بخش محاسبه کرد. در این محاسبه فقط شاخه RHS (سمت راست) باید در نظر گرفته شود. دلیل این امر را می‌توان با در نظر گرفتن این نکته دانست که هیچ جریانی از ZB عبور نمی‌کند. هیچ جریانی از شاخه LHS (سمت چپ) به بار وارد نمی‌شود؛ بنابراین، شاخه LHS نمی‌تواند بر خروجی تأثیر بگذارد. مطمئناً بر امپدانس ورودی (و در نتیجه ولتاژ پایانهٔ ورودی) تأثیر می‌گذارد، اما بر تابع تبدیل تأثیری ندارد. اکنون به راحتی می‌توان تابع تبدیل را به صورت زیر مشاهده کرد:
{\displaystyle A(\omega )={\frac {Z_{0}}{Z+Z_{0}}}}

### پیاده‌سازی T پل‌شده
امپدانس بار در واقع امپدانس طبقه بعدی یا خط انتقال است و می‌توان آن را به‌طور معقول از نمودار مدار حذف کرد. اگر تنظیم کنیم؛ {\displaystyle Z_{B}=Z_{0}\,\!}
سپس مدار به نتایج درست می‌رسد. به این مدار، مدار T پل‌شده می‌گویند زیرا امپدانس Z به صورت «پل» در بخش T دیده می‌شود. هدف از تنظیم ZB = Z0 برای متقارن کردن بخش فیلتر است. این مزیت را دارد که در این صورت امپدانس یکسانی، Z0 ، را هم در ورودی و هم در خروجی ارائه می‌دهد.